# American Kennel Club
L'American Kennel Club (AKC) è un registro di pedigree di cani di razza negli Stati Uniti. 
Esso mantiene il registro genealogico e il kennel club promuove e sanziona anche eventi per cani di razza, tra cui il Westminster Kennel Club Dog Show, un evento annuale che precede la esposizione ufficiale dell'AKC, il National Dog Show e l'AKC National Championship. 
L'AKC è un partner non membro della Fédération Cynologique Internationale.
L'AKC riconosce 200 razze di cani, a partire dal 2022.
Sono affiliati all'AKC i club di razza riconosciuti, compresi i club di agilità, di obbedienza, di formazione ed spettacolo.
Tra le tante iniziative, in collaborazione con i vari club, organizza corsi di formazione in tutti gli Stati Uniti.